# Michael Phillips (producteur)
Pour les articles homonymes, voir Michael Phillips et Phillips.
Michael Phillips (né le 29 juin 1943 dans le quartier de Brooklyn à New York) est un producteur de cinéma américain.

## Biographie
Avec sa femme Julia Phillips, Michael Phillips a commencé à produire des films dans les années 1970. Il a produit notamment L'Arnaque de George Roy Hill, Taxi Driver de Martin Scorsese et Rencontres du troisième type de Steven Spielberg.

## Filmographie

### Cinéma
- 1973 : L'Arnaque de George Roy Hill
- 1973 : Steelyard Blues de Alan Myerson
- 1976 : Le Bus en folie de James Frawley
- 1976 : Taxi Driver de Martin Scorsese
- 1977 : Rencontres du troisième type de Steven Spielberg
- 1981 : Heartbeeps d'Allan Arkush
- 1982 : Rue de la sardine (Cannery Row) de David S. Ward
- 1984 : Le Kid de la plage de Garry Marshall
- 1992 : Mom and Dad Save the World de Greg Beeman
- 2007 : Mimzy, le messager du futur de Robert Shaye

## Récompenses et distinctions
- Oscars 1974 : Oscar du meilleur film	pour L'Arnaque, partagé avec Tony Bill et Julia Phillips
- Oscars 1977 : Nomination de Taxi Driver pour l'Oscar du meilleur film, partagé avec Julia Phillips

## Crédit d'auteurs
- (en) Cet article est partiellement ou en totalité issu de l’article de Wikipédia en anglais intitulé « Michael Phillips (producer) » (voir la liste des auteurs).